# رنلدز (نبراسکا)
رنلدز(به انگلیسی: Reynolds) شهری در ایالت نبراسکا کشور ایالات متحده آمریکا است که جمعیت آن در سرشماری سال ۲۰۱۰ میلادی، ۶۹ نفر بوده‌است.